# Cắt bằng tia nước

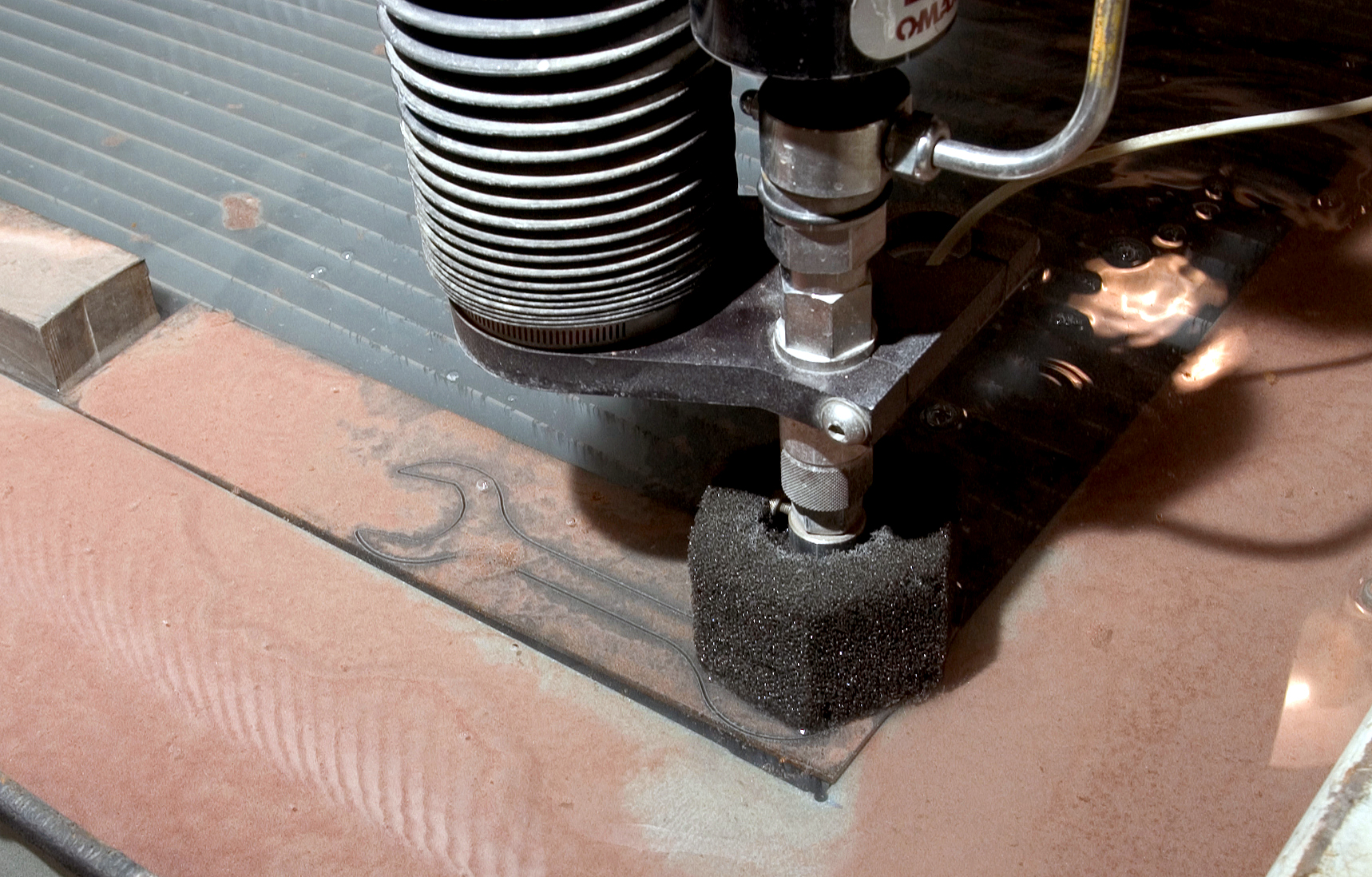
Một máy cắt bằng tia nước đang tạo ra một công cụ đặc biệt

Máy cắt bằng tia nước là một công cụ có khả năng cắt kim loại hay các vật liệu khác bằng cách sử dụng một tia nước có áp suất rất cao và tốc độ lớn, hoặc bằng một hỗn hợp của nước và hạt mài (loại vật chất dùng để mài mòn như các hạt đá mài). Nguyên lý của quá trình này tương tự như sự xói mòn bởi nước ở trong tự nhiên nhưng nhanh hơn và tập trung hơn. Nó thường được sử dụng cho việc chế tạo các vật mẫu hoặc sản xuất các bộ phận máy móc, thiết bị. Nó cũng được sử dụng để cắt, tạo hình dáng, tạo lỗ, khoan, chạm khắc trong nhiều lĩnh vực công nghiệp khác nhau từ khai thác mỏ đến hàng không vũ trụ. Nó có thể cắt được kim loại, bê tông, đá, hay các vật cứng khác.

## Lịch sử
Năm 1950, tiến sĩ Norman Franz đã thử dùng máy cắt tia nước để cắt gỗ. Tuy nhiên kỹ thuật này đã không được phát triển cho đến tận những năm 1970 khi tiến sĩ Mohamed Hashish, khi đó làm việc tại phòng thí nghiệm của FLow (Mỹ) đã tìm cách tăng khả năng cắt của máy cắt tia nước để cắt kim loại. Ông đã tạo ra một phương pháp kỹ thuật đó là thêm vào dòng tia nước có áp suất cao và tốc độ lớn các hạt mài để tăng khả năng cắt. Năm 1983, Flow cung cấp cho trị trường sản phẩm máy cắt tia nước dùng hạt mài đầu tiên, được coi là hãng sản xuất nắm giữ phát minh quan trọng này. Ngày nay việc cắt bằng tia nước đã được ứng dụng ở nhiều lĩnh vực. Một số loại tia nước hay được dùng gồm: tia nước không có hạt mài, tia nước có trộn hạt mài, tia nước va đập.
Công nghệ cắt tia nước có hạt mài tiếp tục được phát triển liên tục khi mà áp suất cắt hiện nay đã lên tới 94kpsi, gấp 3 lần thời điểm nó mới ra đời.

## Sự hoạt động
Việc cắt bằng tia nước theo cách thức: nước được bơm và nén vào một bình nén có áp suất cao sau đó được phụt qua một cái vòi nhỏ, việc cắt vào các vật là do sự bắn phá của dòng tia nước có tốc độ cao này. Áp suất cắt có thể đạt từ 40.000 psi đến trên 87.000 psi.
Việc thêm vào dòng tia nước các hạt mài cũng hỗ trợ cho quá trình cắt bằng tia nước. Do đặc tính dễ thay đổi của dòng cắt nên tia nước có thể cắt được nhiều vật liệu khác nhau từ bê tông, đá, gỗ, vải hay đến các kim loại. Cũng có vài loại vật liệu không thể cắt bằng tia nước như một số loại thủy tinh đặc biệt, hay một số loại gốm. Việc cắt bằng tia nước không bị hạn chế bởi độ dày vật thể, có thể cắt được các vật có độ dày trên 20 inch.

Sơ đồ máy cắt bằng tia nước:
1 - Nạp nước áp suất cao
2 - đá quý (hồng ngọc hoặc kim cương)
3 - bột mài (đá mài)
4 - ống trộn
5 - bảo vệ
6 - tia nước cắt
7 - vật liệu cắt

## Lợi ích
Một lợi ích quan trọng của việc cắt bằng tia nước là khi cắt vào các vật liệu nó không làm thay đổi cấu trúc bên trong, vốn có của vật liệu và không gây nóng vật liệu. Việc giảm tối thiểu sự ảnh hưởng của nhiệt độ trong phương pháp này cho phép các kim loại sau khi cắt không bị hỏng hay thay đổi tính chất của kim loại do nhiệt độ.
Việc cắt bằng tia nước cũng ít tạo ra vết cắt trên vật liệu. Chiều rộng của mũi cắt (tia nước) có thể thay đổi bằng việc thay đổi độ rộng của vòi cắt hay loại hạt mài và kích cỡ hạt mài. Tia nước có hạt mài thường tạo ra vết cắt có độ rộng từ 0,9 mm đến 1,2 mm nhưng cũng có thể nhỏ hơn, khoảng 0,4 mm. Tia cắt không có hạt mài tạo ra vết cắt có chiều rộng từ 0,17 đến 0,35 mm, nhưng có thể nhỏ hơn, khoảng 0,075 mm, vết cắt nhỏ như tóc của con người. Những vết cắt nhỏ này có thể tạo được các chi tiết rất nhỏ trong các ứng dụng.